# Unnolfo
Unnolfo (... – VIII secolo) è stato un nobile longobardo.

## Biografia
Unnolfo è stato nel 752 duca del Ducato di Spoleto e regnò per alcuni anni, ma questo non è sicuro.
Re Astolfo conquistò il ducato e vi pose forse a capo Unnolfo dopo la morte di Lupo di Spoleto: pare che Astolfo non abbia ceduto al ducato ad alcuno e abbia governato tramite suoi gastaldi.